# Siraha (distrito)
Siraha é um distrito da zona de Sagarmatha, no Nepal.